# مركز عبد الكريم ميرغني الثقافي

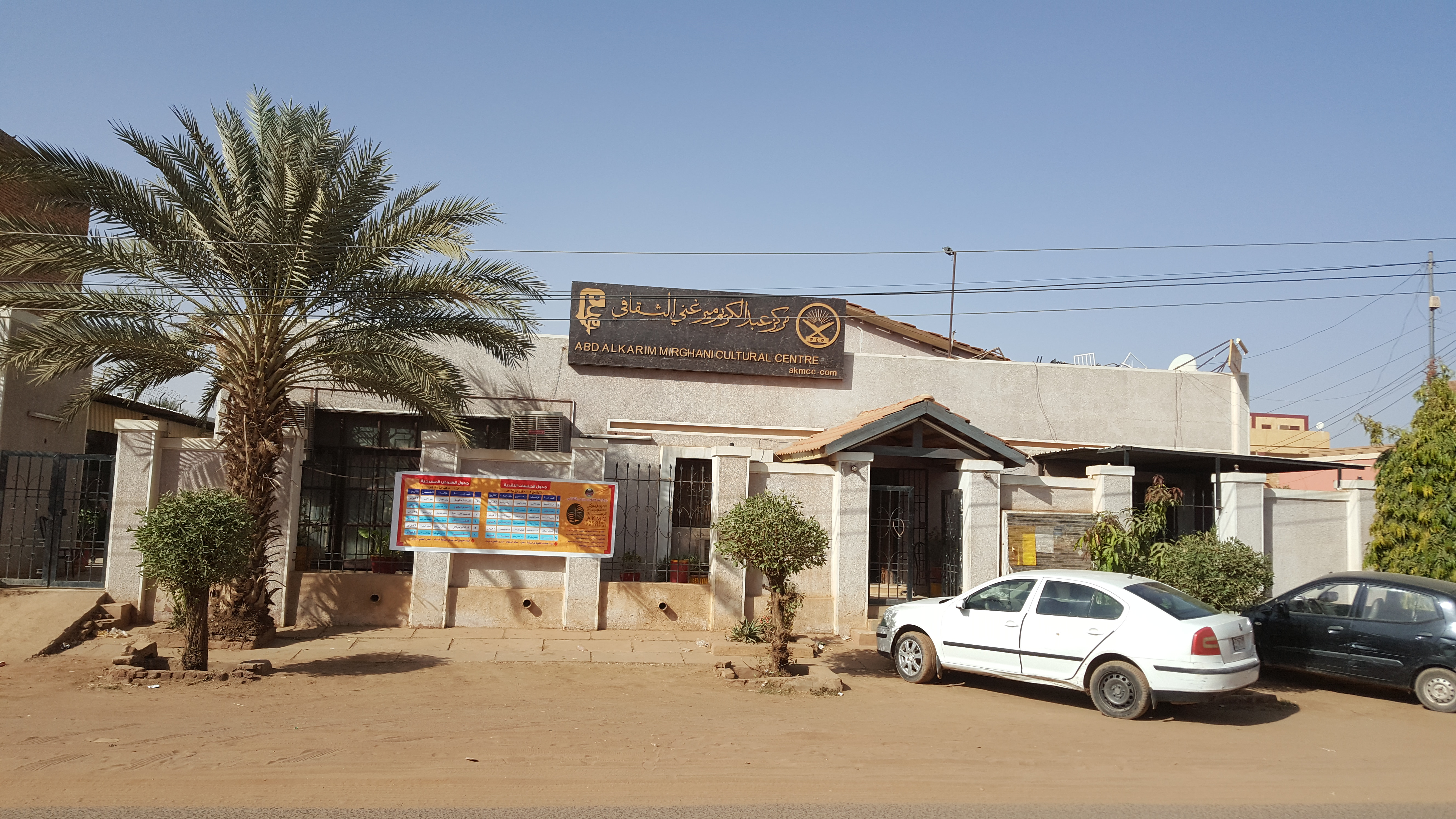
المركز

تأسس مركز عبد الكريم ميرغني الثقافي، سنة 1998 بمدينة أمدرمان، غربي العاصمة السودانية الخرطوم.

## الأنشطة والتأسيس

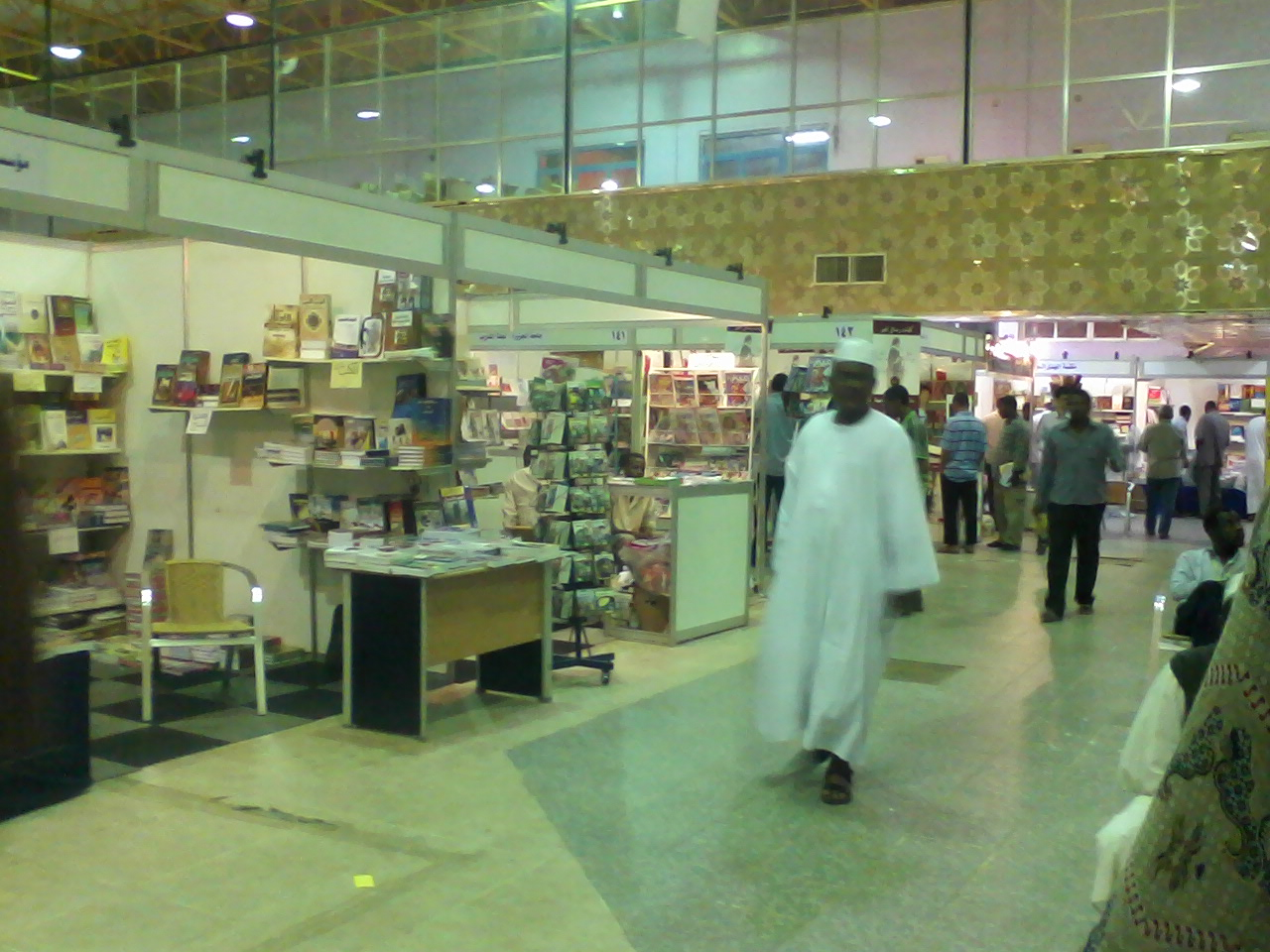
معرض الخرطوم للكتاب في السودان

يقدم المركز أنشطة ثقافية وبه مكتبة كبيرة للقراء ويفتح أبوابه في جميع أيام العمل الرسمية. كما تنظم فيه فعاليات ثقافية مختلفة ويشارك المركز بانتظام في معرض الخرطوم الدولي للكتاب وعدة معارض إقليمية مثل معرض القاهرة الدولي للكتاب ومعرض الشارقة. فبالإضافة إلى طبعه الروايات والقصص القصيرة الفائزة. كما ان للمركز دور كبير في إثراء المكتبة السودانية من خلال انشطة الطباعة والنشر لعدد من الكتب والمطبوعات في الثقافة والفكر والتاريخ.

## الجوائز
يعتبر مركز عبد الكريم ميرغني واحد من أكبر المراكز الثقافية يالبلاد، ويطرح مسابقتين للراوية  والقصة القصيرة شهري أبريل وأكتوبر من كل عام.
حيث يحتفل في يوم 21 أكتوبر من كل عام، بنتيجة مسابقته التي تحمل اسم الروائي السوداني الراحل الطيب صالح، جائزة الطيب صالح للإبداع الروائي ثم يعقبها مؤتمر علمي للرواية. كما ينظم مسابقة للقصة القصيرة، ولكن المركز اتخذ سياسة تجاه هذه المسابقة بحيث لا يتجاوز المتنافسون الثلاثين عاماً.
كما يرعى مركز عبد الكريم ميرغني الثقافي مسابقة سنوية لكتابة النصوص المسرحية.
بالنسبة للرواية، يقوم المركز بطباعة العمل الفائز كما يقوم بتقديم جائزة مالية لصاحب العمل الفائز، تم رفع المبلغ حالياً إلى 15000 جنيه سوداني. فيما يتم منح الفائزون الآخرون جوائز تقديرية.
فيما يخص القصة القصيرة، فإنه يتم نشر العمل الفائز بالإضافة إلى بعض الأعمال التي حازت على جوائز تقديرية، فيما يتم دفع مبلغ مالي للفائز بالجائزة فقط.